# Centrale nucleare di Żarnowiec
La centrale nucleare di Żarnowiec è una centrale nucleare polacca situata nella frazione di Kartoszyno, nel comune di Krokowa, nel distretto di Puck, nel voivodato della Pomerania. La centrale doveva essere costituita da 4 reattori VVER da 440 MW ciascuno. Il progetto è del 1982, ma per problemi economici e per l'incidente di Černobyl' il progetto fu accantonato nel 1989.

## Espansione dell'impianto
Per il nuovo programma nucleare polacco si prospetta di riutilizzare il sito, avendo tutte le qualità per l'installazione di un moderno reattore. Dovrebbe quindi essere uno dei due siti per le prime due centrali polacche, come sito per la centrale nella posizione nord-occidentale, assieme all'ipotesi di Kopań. La tecnologia dei reattori non è definita, visto che sono stati fatti accordi preliminari per la fornitura di reattori di svariate tipologie.